# Scottish Football League First Division
Die Scottish First Division war von 1975 bis 2013 die zweithöchste Fußballliga in Schottland und war die höchste der Scottish Football League. Nach dem Ende der Saison 2012/13 wurde die Scottish First Division durch die Scottish Championship ersetzt.
In der Liga spielten zehn Mannschaften, von denen jede Saison die erstplatzierte Mannschaft in die Scottish Premier League aufsteigen darf, wenn spezielle Stadionkriterien eingehalten werden. Die letztplatzierte Mannschaft steigt ab, während die vorletzte nach der Saison in Play-offs um den Ligaverbleib gegen die Mannschaften spielt, die nach Saisonabschluss in der Second Division die Plätze zwei bis vier belegen.
Die Clubs spielten je viermal gegeneinander. Für einen Sieg gab es drei Punkte und ein Unterschieden einen Punkt.

## Meister der First Division
- 1975/76 – Partick Thistle
- 1976/77 – FC St. Mirren
- 1977/78 – FC Morton (heute Greenock Morton)
- 1978/79 – FC Dundee
- 1979/80 – Heart of Midlothian
- 1980/81 – Hibernian Edinburgh
- 1981/82 – FC Motherwell
- 1982/83 – FC St. Johnstone
- 1983/84 – FC Morton
- 1984/85 – FC Motherwell
- 1985/86 – Hamilton Academical
- 1986/87 – FC Morton
- 1987/88 – Hamilton Academical
- 1988/89 – Dunfermline Athletic
- 1989/90 – FC St. Johnstone
- 1990/91 – FC Falkirk
- 1991/92 – FC Dundee
- 1992/93 – Raith Rovers
- 1993/94 – FC Falkirk
- 1994/95 – Raith Rovers
- 1995/96 – Dunfermline Athletic
- 1996/97 – FC St. Johnstone
- 1997/98 – FC Dundee
- 1998/99 – Hibernian Edinburgh
- 1999/2000 – FC St. Mirren
- 2000/01 – FC Livingston
- 2001/02 – Partick Thistle
- 2002/03 – FC Falkirk
- 2003/04 – Inverness Caledonian Thistle
- 2004/05 – FC Falkirk
- 2005/06 – FC St. Mirren
- 2006/07 – FC Gretna
- 2007/08 – Hamilton Academical
- 2008/09 – FC St. Johnstone
- 2009/10 – Inverness Caledonian Thistle
- 2010/11 – Dunfermline Athletic
- 2011/12 – Ross County
- 2012/13 – Partick Thistle